# Трактат про небесну механіку
Трактат про небесну механіку (фр. Traité de mécanique céleste) — п'ятитомний трактат з небесної механіки, написаний П'єром-Сімоном Лапласом і опублікований з 1798 по 1825 рік. Трактат містить ретельний математичний аналіз задач руху планет Сонячної системи, обертання супутників планет, форми й обертання планет, припливів. Трактат був дуже впливовою працею з небесної механіки, багато разів його перевидавали й перекладали, хоч і критикували за надмірну стислість викладу та пропуск деталей у багатьох розрахунках.

## Зміст
Том I (1798)

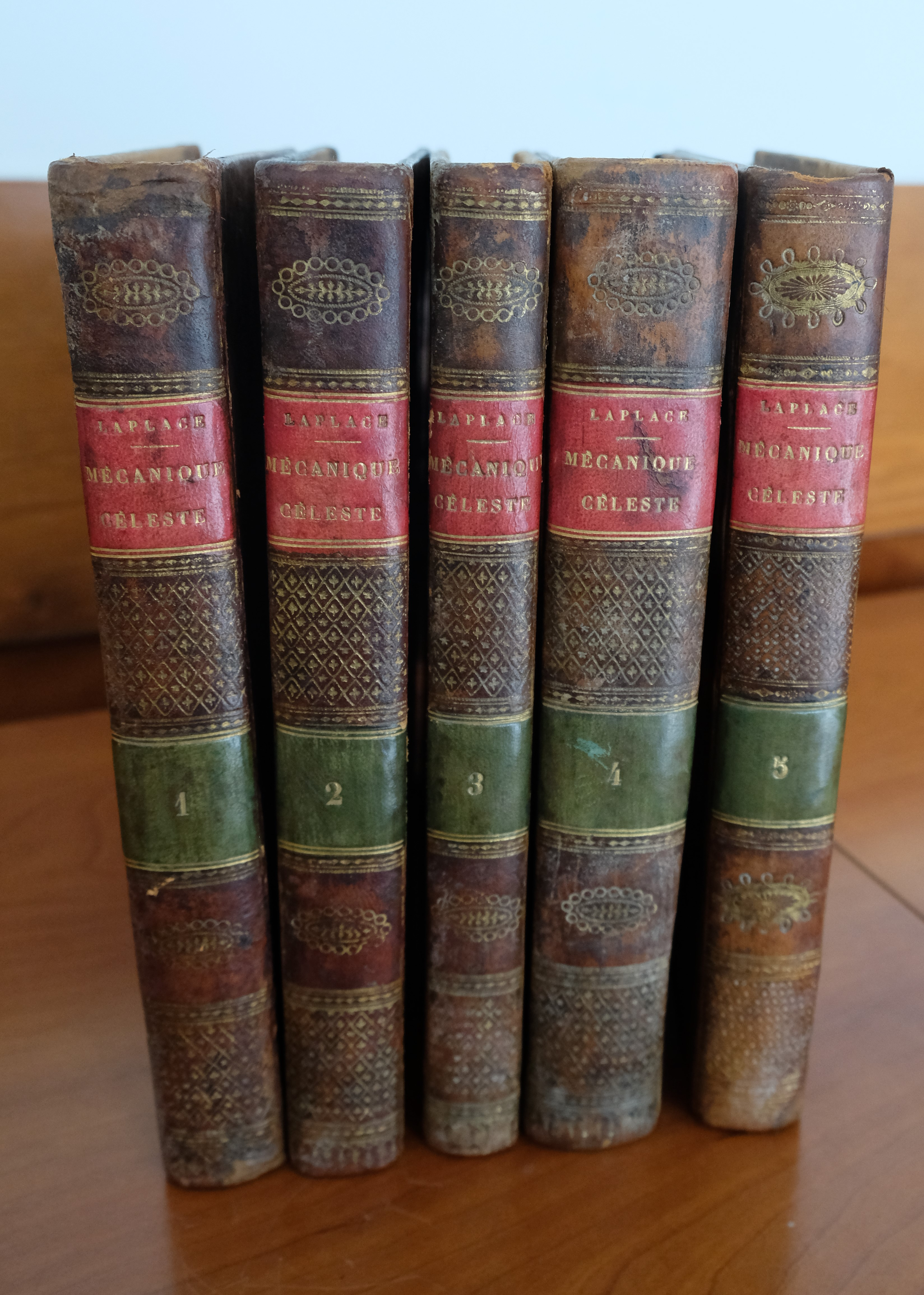
5 томів французького видання

- Книга I. Про загальні закони рівноваги та руху
- Книга II. Про закон всесвітнього тяжіння і рух центрів тяжіння небесних тіл

Том II (1798)
- Книга III. Про форму небесних тіл
- Книга IV. Про коливання моря та атмосфери
- Книга V. Про рух небесних тіл навколо їхніх власних центрів тяжіння

Том III (1802)
- Книга VI. Окремі теорії небесних рухів
- Книга VII. Теорія Місяця

Том IV (1805)
- Книга VIII. Теорія супутників Юпітера, Сатурна та Урана
- Книга IX. Теорія комет
- Книга X. Про різні питання, пов'язані з системою світу

Том V (1825)
- Книга XI. Про форму та обертання Землі
- Книга XII. Про притягання й відштовхування сфер та закони рівноваги й руху пружних рідин
- Книга XIII. Про коливання рідин, що покривають планети
- Книга XIV. Про рух небесних тіл навколо їхніх центрів тяжіння
- Книга XV. Про рух планет і комет
- Книга XVI. Про рух супутників

## Видання й переклади
Лаплас опублікував перше видання трактату з 1798 по 1825 рік. У 1829 році вийшло друге видання. У 1842 році уряд Луї Філіпа виділив 40000 франків на 7-томне національне видання «Твори Лапласа» (фр. Oeuvres de Laplace, 1843—1847), і в них «Трактат про небесну механіку» з чотирма додатками зайняв перші 5 томів.
На початку XIX століття вийшли принаймні п'ять англійських перекладів «Трактату про небесну механіку». Перший том Лапласа переклали Джон Топліс (1814), Томас Юнг (1821), Генрі Гарт (1822—1827). Американський математик Натаніель Боудітч переклав перші чотири томи трактату, а деякі частини п'ятого тому використав у своїх розлогих коментарях до решти томів. Він здебільшого завершив свій переклад до 1818 року, але видав чотири томи лише в 1828, 1832, 1834 і 1839 роках відповідно, — частково через фінансові складнощі, але частково з бажання написати максимально детальні коментарі, заповнивши пропуски в математичних розрахунках Лапласа. Зрештою його коментарі подвоїли обсяг книги. У 1826 році роботу над перекладом розпочала Мері Сомервіль, а в 1831 році видала його. Її переклад отримав схвальні відгуки наукової спільноти. Він суттєво відрізнявся за стилістикою від перекладу Боудіча в бік зменшення пояснень кожного математичного кроку й більшого акцентування на кінцевих результатах.

## Стиль викладу
Перекладач першого тому трактату на англійську мову Генрі Гарт вважав, що виклад Лапласа був занадто стислим, і що розумінню й поширенню «Трактату про небесну механіку» найбільше перешкоджало те, що «автор пропускав проміжні кроки в кількох своїх найцікавіших дослідженнях». Інший відомий перекладач роботи Лапласа, Натаніель Боудітч, теж засмучувався через часті пропуски в розрахунках Лапласа, які він намагався заповнити за допомогою власних коментарів. За спогадами сина, Боудіч часто повторював: «Кожного разу, коли я зустрічаю у Лапласа слова „звідси легко бачити“, я впевнений, що мені знадобляться години, а може, і дні наполегливих досліджень, щоб зрозуміти, як саме це легко бачити».

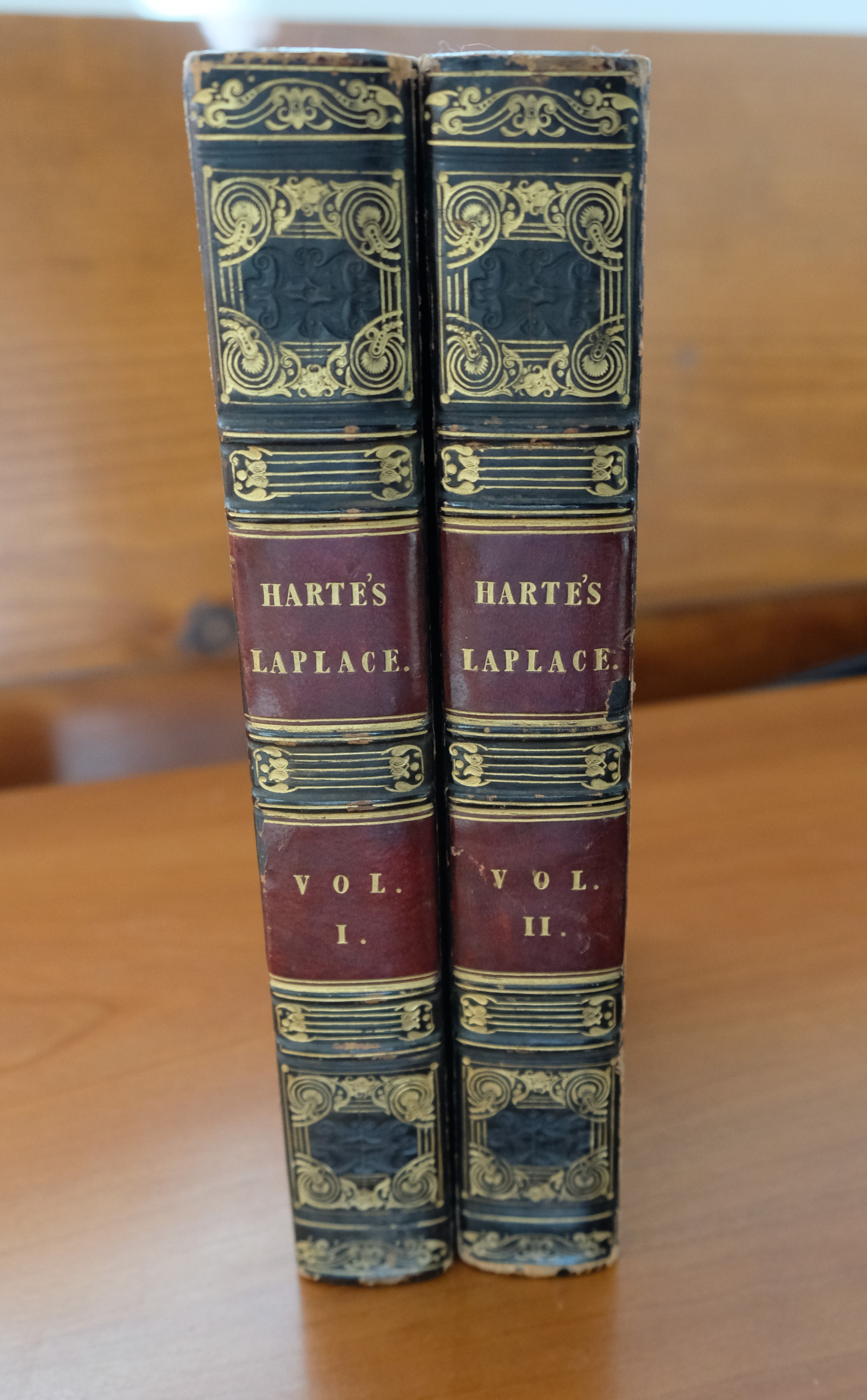
2-томний переклад Гартом 1-го тома Лапласа
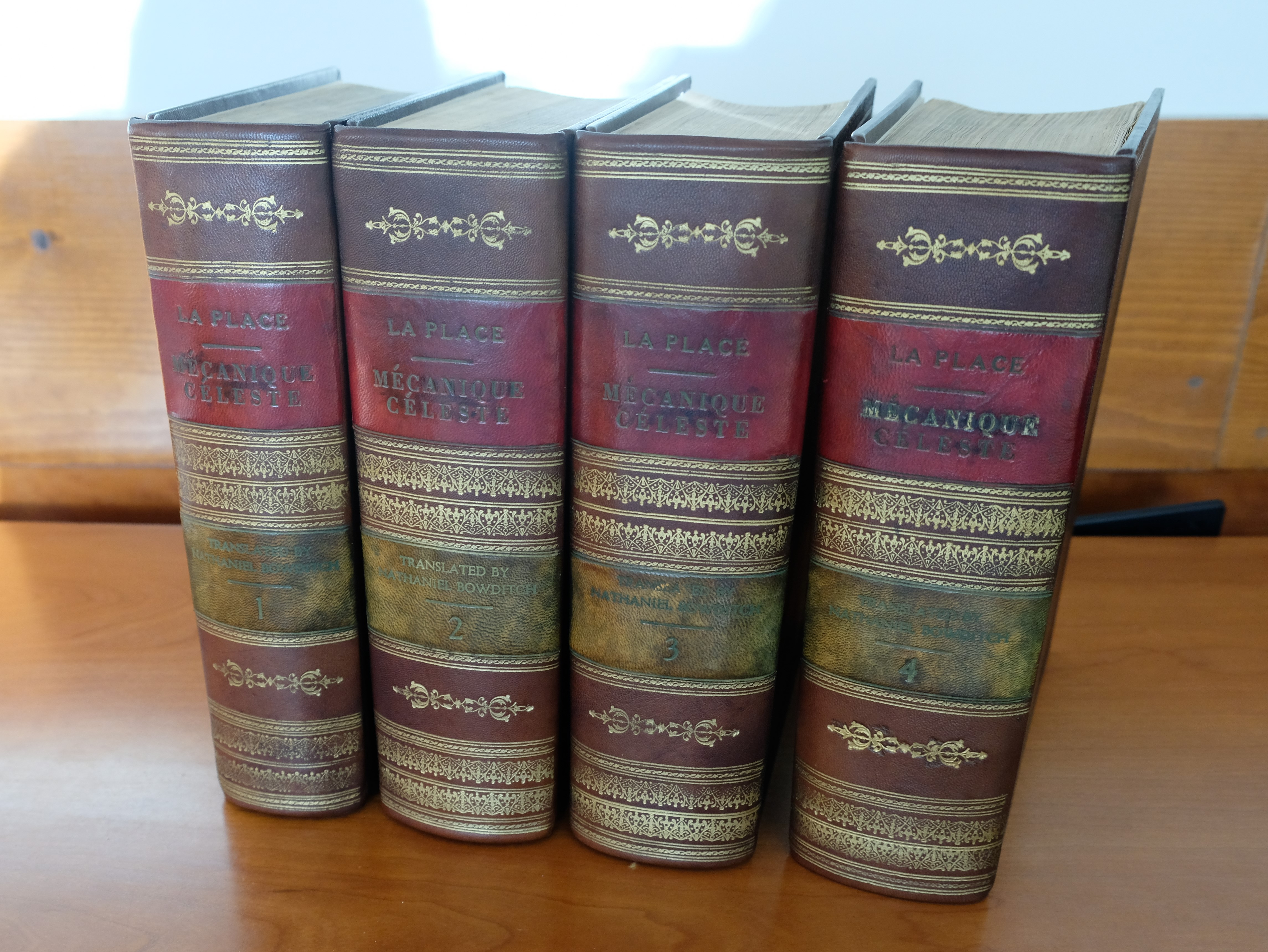
4-томний переклад Боудітча з детальним коментарем
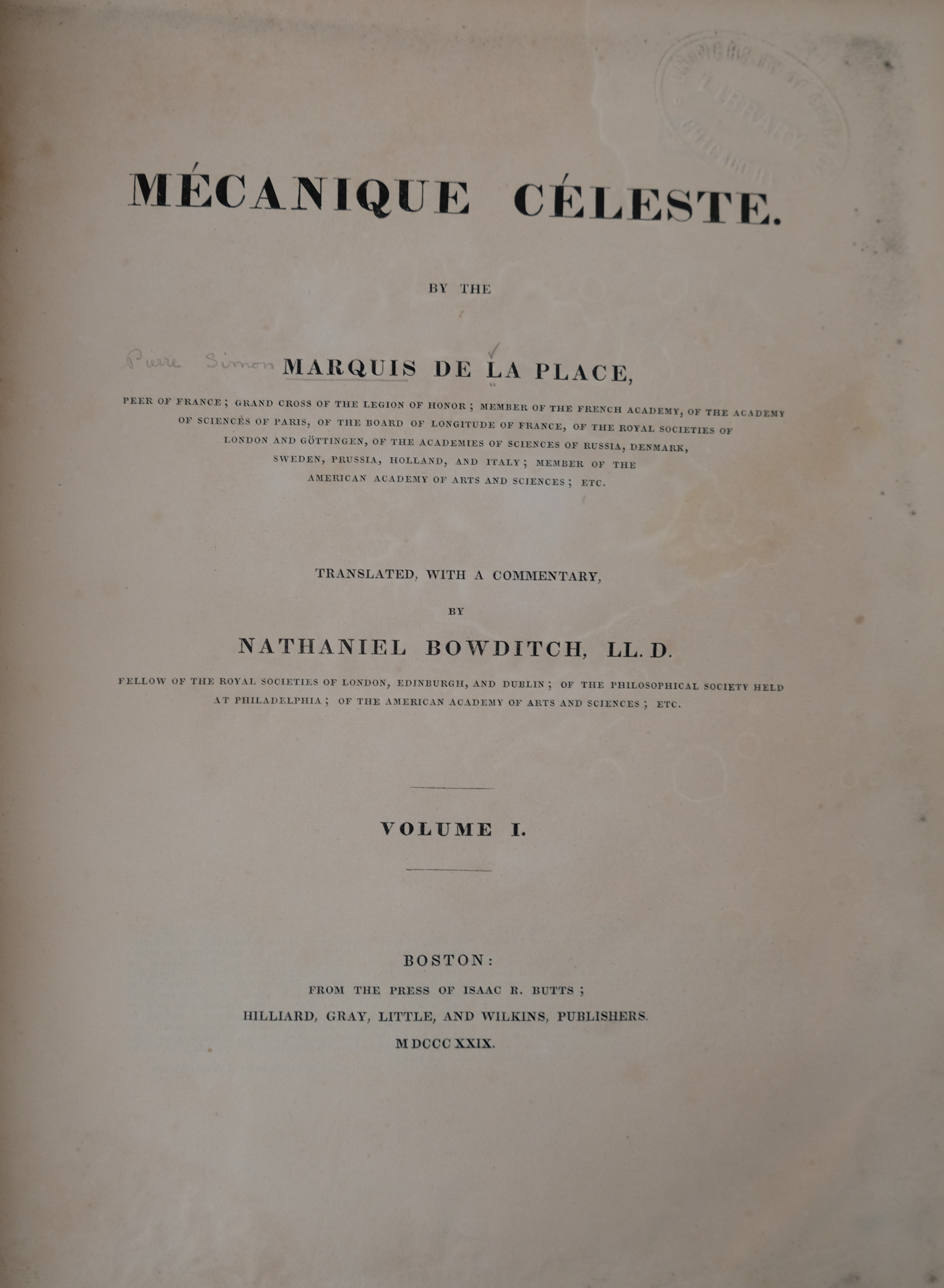
Титульна сторінка 1-го тому Боудітч
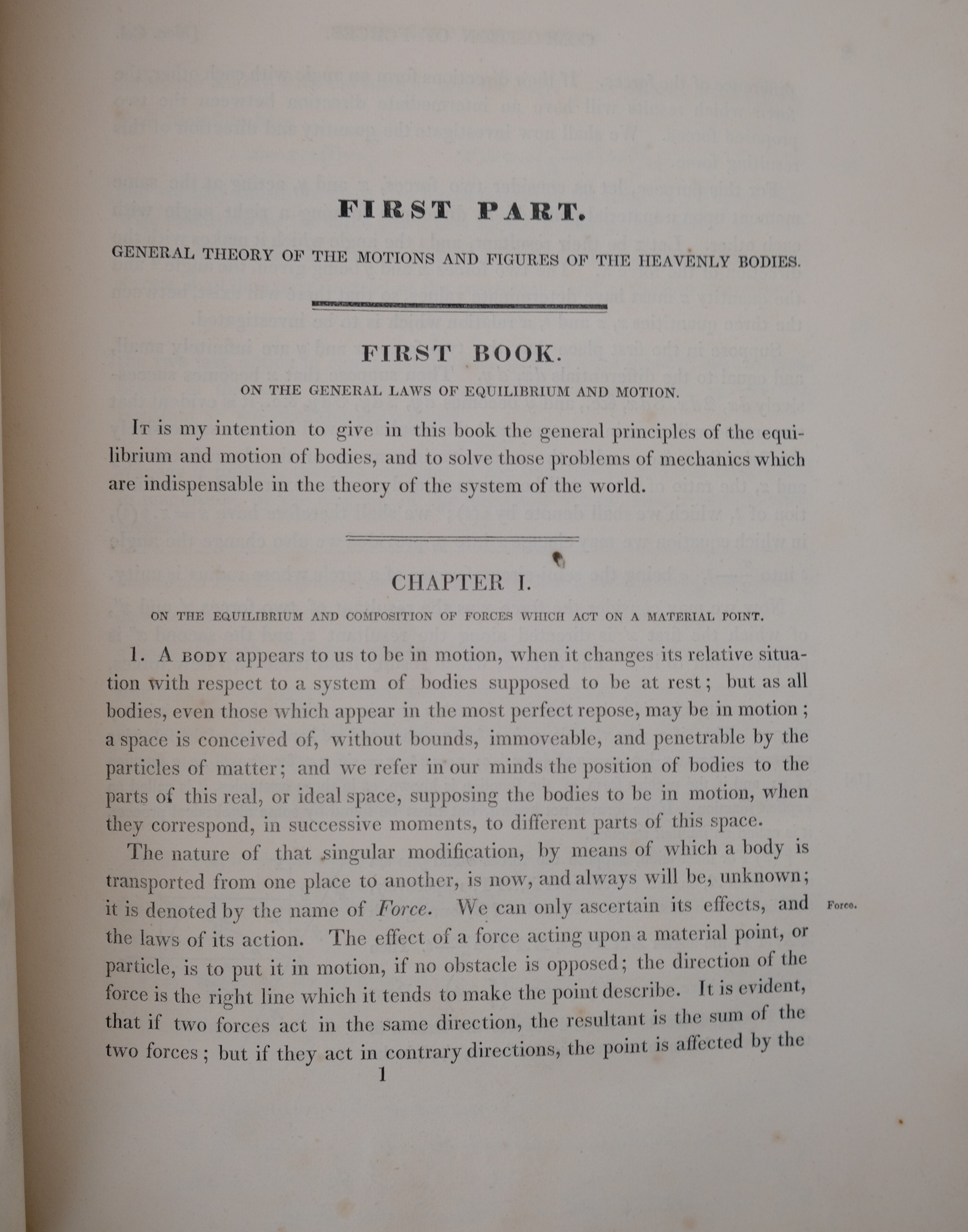
1-ша сторінка 1-го тому Боудітча